# Valea Sânpetrului (Pogăceaua), Mureș
Valea Sânpetrului este un sat în comuna Pogăceaua din județul Mureș, Transilvania, România.